# Carlo Bonomi
Pour les articles homonymes, voir Bonomi.
Carlo Bonomi, né le 12 mars 1937 à Milan et mort le 6 août 2022 dans la même ville, est un acteur italien spécialisé dans le doublage.
Il est connu pour avoir fait la voix déjantée du personnage linéaire de la fameuse série de 1971 appelée La Linea.

## Biographie
Carlo Bonomi est entre autres la « voix » des dessins animés La Linea  et Pingu sur RTSI, dans lesquels il utilise un langage fait d'onomatopées et de bruits.
En 1985, il a enregistré les annonces, utilisées jusqu'à décembre 2008, de la gare de Milano Centrale.